# Wes Naiqama

a Compétitions nationales et continentales officielles uniquement.

b Matchs officiels uniquement.
Wes Naiqama, né le 19 octobre 1982 à Sutherland (Australie), est un joueur fidjien de rugby à XIII polyvalent et botteur. En club, il évolue en National Rugby League successivement aux St. George Illawarra Dragons, Newcastle Knights et Penrith Panthers. Il est également appelé en sélection des Fidji avec laquelle il dispute les Coupes du monde 2008 et 2013. Son frère, Kevin Naiqama, est également international fidjien. Sa sœur cadette, Sera Naiqama, est une joueuse internationale australienne de rugby à XV.